# صلاح شباتي (فلم)
صلاح شباتي Sallah Shabati (بالعبرية סאלח שבתי) هو فيلم كوميدي إسرائيلي من عام 1964.
يدور حول فوضى الهجرة والمستوطنات الإسرائيلية. ووضع ذلك الفيلم الاجتماعي الساخر المخرج إفرايم كيشون والمنتج مناحيم غولان بين أول صناع السينما الإسرائيليين الذين حققوا نجاحا عالميا. كما قدم الفيلم الممثل حاييم توبول (عازف الكمان على السطح) إلى الشهرة العالمية.
اسم الشخصية الرئيسية، صلاح شباتي، ربما يكون لعبا على جملة «سليها شيعباتي» ومعناها (أعتذر عن قدومي). في قصص كيشون المبكرة التي روجعت من أجل الفيلم، كانت الشخصية معروفة باسم سعاديا شباتي.

## القصة
يبدأ الفيلم مع صلاح شباتي، مهاجر مزراحي يهودي، يصل إلى إسرائيل بالطائرة مع عائلته: زوجة حامل، قريبة قديمة، وسبعة أطفال. وبعد وصوله يؤخذ ليعيش في «معبروت» أو مخيم مؤقت، حيث يمنح كوخا متهدم يتكون من غرفة واحدة، ليعيش فيه مع عائلته.
ويحكي باقي الفيلم محاولاته لجني المال لشراء شقة في المساكن الحديثة. وتكون خططه لجني المال كوميدية وتصور بسخرية الأنماط السياسية والاجتماعية في إسرائيل في ذلك الوقت.
وأخيرا يدرك أن الناس يحبون الحصول على ما لا يريدونه، وينظم مظاهرة ضد مكتب الإسكان صارخا بعبارة: «لا نريد المساكن الحديثة: نحن نريد المعبروت». وينتهي الفيلم مع السكان يرحلون بالقوة ويطردون على يد الشركة وينقلون إلى المجمع السكني الحديث.

## طاقم الممثلين
* توبول – صلاح شباتي
* أريك أينشتاين – صديق للابنة الكبرى لصلاح من الكيبوتز.
* غيولا نوني – هابوبه شباتي ابنة صلاح
* غيلا ألماغور – عامل اجتماعي
* ألبرت كوهين
* شراغا فريدمان – نيومان سكرتير الكيبوتز أي المدير
* زاهاريرا هاريفاي – فريدا مشرفة الكيبوتز والسلطة الحقيقية فيه
* شايكه ليفي – شيمون شباتي ابن صلاح
* ناتان مايزلر – السيد غولدشتاين جار صلاح ورفيقه في لعب النرد
* إستر غرينبرغ – زوجة صلاح
* موردخاي أرنون – موردخاي

## العناصر
وصف صلاح شباتي الساخر والغير محترم للمؤسسات الصهيونية الرئيسية مثل الكيبوتز، يثير ردود فعل قوية بين رواد السينما والنقاد. «فسكان الكيبوتز في الفيلم يشبهون البيروقراطيون وينقسمون إلى محاربين قدامى بأدوار مسيطرة وإلى عمال عاديون، وهو تقسيم يكذب أسطورة التضامن الاجتماعي والواقعية الانتقائية. وسكان الكيبوتز يفضحون التفاوت الكامل بالنسبة للظروف البائسة للمعبروت الفقير المجاور لهم».

## استقبال النقاد
تلقى الفيلم نقدا متفاوتا لكنه حقق نجاحا غير مسبوق في شباك التذاكر فجمع ما يزيد عن 1.3 مليون مشاهد.
أطلق الناقد إيه إتش وايلر في صحيفة النيويورك تايمز على الفيلم «تعليمي أكثر منه مضحكا»، وقال «صلاح شباتي وزمرته هم حفنة غير عادية ومحببة وملونة، لكن فكاهتهم جذرية بشكل كبير». 
فاز الفيلم بجائزة غولدن غلوب لأفضل فيلم أجنبي، وافتتح وختم مهرجان برلين السينمائي. ورشح الفيلم لجائزة الأوسكار لأفضل فيلم أجنبي، وهي  الأولى لفيلم إسرائيلي، لكنه خسر الأوسكار أمام الفيلم الإيطالي «أمس واليوم وغدا». 
وفاز الفيلم بجائزة أفضل ممثل (حاييم توبول) وأفضل سيناريو (إفرايم كيشون) في مهرجان سان فرانسيسكو السينمائي عام 1964. 

## وصلات خارجية
- صفحة الفيلم في موقع آي إم دي بي